# Lionel Rocheman
Pour les articles homonymes, voir Rocheman.
Lionel Rocheman, né le 18 juin 1928 à Paris XIIe et mort le 30 juillet 2020 à Paris XXe, est un artiste français, à la fois musicien, chanteur, conteur, acteur, écrivain, producteur et animateur de spectacles.

## Biographie
Lionel Rocheman naît en 1928 dans le 12e arrondissement de Paris dans une famille juive d’origine polonaise. Engagé à 16 ans dans les maquis de Creuse et Corrèze, Lionel Rocheman est un des plus jeunes maquisards de France (Mission « Pétunia » du BCRA).
Il poursuit ses études secondaires au lycée Voltaire à Paris, où il obtient son baccalauréat philosophie en 1946.
Après des études de philosophie et, pendant deux ans, de musicologie sous la conduite d’Édith Weber et de Jacques Chailley, il devient musicien et enregistre des disques de chansons françaises anciennes, dont le premier est préfacé par Georges Brassens.
Il est le père du pianiste Manuel Rocheman.
Il est membre des Fils et filles de déportés juifs de France  (FFDJF), Judaïsme et Liberté, et des sociétés d’auteurs : SACEM, SACD, SGDL.
Lionel Rocheman meurt le 30 juillet 2020 à Bagnolet (Seine-Saint-Denis), à l’âge de 92 ans,. Il est inhumé au cimetière parisien de Bagneux (division 81).

## L'homme de spectacle
Lionel Rocheman est, en 1964, le créateur et animateur en France et pendant près de 12 ans d’une expérience singulière dans le domaine de la chanson, le Hootenanny qui avait pour principe de permettre une fois par semaine à tous les artistes amateurs de se produire le soir même sans sélection ni audition préalable à l’American Center, boulevard Raspail à Montparnasse
Il est engagé à l’Olympia de 1973 à 1975 (et quelques semaines au Studioscope de France Inter, sous la houlette de Pierre Wiehn).
Parmi ceux qui ont débuté ou séjourné au Hootenanny on peut retenir : Alan Stivell, Marcel Dadi (guitariste « picking »), Art Rosenbaum (banjoiste « old-time »), Claude Lemesle, Steve Waring, Roger Mason, Joel Cohen, Lamine Konté, Chris, Hervé Cristiani, Chic Streetman, Jean-Jacques Milteau, Laurent Petitgirard, René Zosso, Julos Beaucarne ou Paul Préboist et Pierre Dac, ensemble pendant deux ans. Le Hootenannies de 1964 est le point de départ du mouvement folk en France.
Lionel Rocheman fut le créateur et l’interprète (avec Claude Lemesle, Alan Stivell, Steve Waring, Roger Mason et Maren Berg) d'un spectacle pour le bicentenaire de Chateaubriand en 1968 Chansons pour Chateaubriand qui a été représenté 25 fois, notamment à Combourg, devant le château natal de l’écrivain. Une version télévisée en a été diffusée le 5 septembre 1968.
Il présente dans toute la France, la Belgique et la Suisse Romande de 1967 à 1977 une sélection du Hootenanny, intitulée Hoot-Club, composée de Claude Lemesle, Alan Stivell, Steve Waring, et lui-même.
À la même époque, Lionel Rocheman publie un premier disque de 14 chansons françaises anciennes préfacé par Georges Brassens, dans la même veine Chansons et Complaintes de Soldats, Chansons d’Amour et crée chez Le Chant du Monde la collection Hootenanny, qui deviendra Chansonnier International et obtiendra le Grand Prix de l’Académie Charles-Cros en 1970.
Il produit également une série télévisée pour la jeunesse, Epinettes et Guimbardes, qui présente des musiciens de tous  pays avec leurs instruments traditionnels : kora africaine, cithare vietnamienne, cuillers irlandaises, violon chinois, concertina écossais, et aussi la vielle à roue ou l'épinette des Vosges ; Epinettes et Guimbardes connaîtra 49 émissions de 1969 à 1972.
Plus tard, acteur et auteur, Lionel Rocheman crée le personnage de Grand-Père Schlomo, dès 1977 (forme de peinture d’un petit village juif de Pologne à la fin du XIXe siècle).
Il est sur la scène du Palais-Royal pendant un an avec Victor Lanoux et Marie-José Nat, et aussi dans Cabaret monté par Jérôme Savary. Sans parler des nombreux séjours au Théâtre de la Vieille-Grille, la Cour des Miracles, le TEP, le Théâtre La Bruyère, l’Œuvre, le Théâtre de Dix-Heures, le Carré Silvia-Monfort, Bobino, etc.

## L'écrivain
Vers la cinquantaine, il est alors auteur, avec sept livres publiés et quelques inédits. Dans Devenir Cécile (1977), il consigne les souvenirs de sa mère qu’elle lui narra pendant l’hiver 1952-53. Dans La Belle Âge (1984), il relate sa propre odyssée de 1939 à 1945, guerre, persécutions, les études, les filles… et la Résistance.
S’ensuivent essais et recueils de contes où il prolonge la veine humoristique de grand-père Schlomo. Enfin avec Jésus, énigmes et polémiques (2000), Lionel Rocheman fait un bilan érudit des controverses sur l’historicité du Christ, entre spécialistes d’histoire des religions au cours du XXe siècle, professeurs en Sorbonne ou au Collège de France.

## Filmographie

### Cinéma
- 1973 : Je sais rien, mais je dirai tout de Pierre Richard
- 1978 : Les Bidasses en vadrouille de Christian Caza
- 1981 : Le Grand Pardon d'Alexandre Arcady
- 1981 : Chanel solitaire de George Kaczender
- 1982 : Le Retour des bidasses en folie de Michel Vocoret
- 1982 : Deux heures moins le quart avant Jésus-Christ de Jean Yanne
- 1983 : Attention, une femme peut en cacher une autre ! de Georges Lautner
- 1984 : Paroles et Musique de Élie Chouraqui
- 1985 : Rouge Baiser de Véra Belmont
- 1986 : Je hais les acteurs de Gérard Krawczyk
- 1987 : Fucking Fernand de Gérard Mordillat
- 1989 : Natalia de Bernard Cohn
- 1995 : Virage de Ludovic Cantais (court-métrage)

### Télévision
- 1988 : Les Amies de Miami de Philippe Galardi (série TV)

## Œuvres

### Récits
- Devenir Cécile, Ramsay 1977 (épuisé) réédition Phébus 2004
- La Belle Âge, Encre 1984 (épuisé)
- La Tendresse du rire, 2005 (épuisé)
- L'Âge d'être grand-père (inédit)
- Fontenoy et autres nouvelles (inédit)
- Rhapsodie ashkenaze (inédit)

### Contes
- Les Contes de grand-père Schlomo, Stock 1981
- Le Petit Monde de Schlomo, La Bougie du Sapeur 1989 (épuisé). 2e édition, L’Harmattan 1995

### Essais
- Les Manuscrits nazaréens de la Mer Morte, L'Harmattan 1993
- Sources sémitiques et mythe "indo-européen", Noème 1996
- Jésus, énigmes et polémiques, Jacques Grancher 2000

### Théâtre
- Grand-Père Schlomo[8], SACD 1979

## Distinctions
- Grand prix de l'Académie Charles Cros pour la collection Hootenanny au Chant du Monde en 1970 [2],
- Médaille d’Argent de la Ville de Paris
- Médaille d’Or de la SACEM en 1998[2].
- Chevalier de l'ordre des Arts et des Lettres le 1er janvier 2003 [2].

### Vidéogrammes
- « Lionel Rocheman interprète grand-père Schlomo », Ina 20 novembre 1982, 4 min 46.
- « Alan Stivell - 30 ans de musique », France 3, 1984